# S/2003 J 18
S/2003 J 18 (auch Jupiter LV) ist einer der kleineren Monde des Planeten Jupiter.

## Entdeckung
S/2003 J 18 wurde am 6. Februar 2003 von  Astronomen der Universität Hawaii entdeckt. Der Mond hat noch keinen offiziellen Namen erhalten – bei den Jupitermonden sind dies in der Regel weibliche Gestalten aus der griechischen Mythologie –, sondern wird entsprechend der Systematik der Internationalen Astronomischen Union (IAU) vorläufig als S/2003 J 18 bezeichnet.

## Bahndaten
S/2003 J 18 umkreist Jupiter in einem mittleren Abstand von 20.426.000 km in 596,58 Tagen. Die Bahn weist eine Exzentrizität von 0,060 auf. Mit einer Neigung von 145,9° gegen die lokale Laplace-Ebene ist die Bahn retrograd, d. h., der Mond bewegt sich entgegen der Rotationsrichtung des Jupiter um den Planeten.
Aufgrund seiner Bahneigenschaften wird S/2003 J 18 der Ananke-Gruppe, benannt nach dem Jupitermond Ananke, zugeordnet.

## Physikalische Daten
S/2003 J 18 besitzt einen Durchmesser von etwa 2 km. Seine Dichte wird auf 2,6 g/cm³ geschätzt. Er ist vermutlich überwiegend aus silikatischem Gestein aufgebaut.
Er weist eine sehr dunkle Oberfläche mit einer Albedo von 0,04 auf, d. h., nur 4 % des eingestrahlten Sonnenlichts werden reflektiert.